# Episodi di The Last Man on Earth (quarta stagione)
La quarta stagione della serie televisiva The Last Man on Earth viene trasmessa negli Stati Uniti per la prima volta su Fox dal 1º ottobre 2017.
In Italia, la stagione andrà in onda dal 5 novembre 2017 sul canale a pagamento Fox Comedy.
| n° | Titolo originale           | Titolo italiano          | Prima TV USA     | Prima TV Italia  |
| -- | -------------------------- | ------------------------ | ---------------- | ---------------- |
| 1  | M.U.B.A.R.                 | Fuori rotta              | 1 ottobre 2017   | 5 novembre 2017  |
| 2  | Stocko Syndome             | La sindrome di Stoccolma | 8 ottobre 2017   | 12 novembre 2017 |
| 3  | Skeleton Crew              | Le ali della libertà     | 15 ottobre 2017  | 19 novembre 2017 |
| 4  | Wisconsin                  | Separazioni              | 22 ottobre 2017  | 26 novembre 2017 |
| 5  | La Abuela                  | La Abuela                | 5 novembre 2017  | 3 dicembre 2017  |
| 6  | Double Cheeseburger        | Doppio Cheeseburger      | 12 novembre 2017 | 10 dicembre 2017 |
| 7  | Gender Friender            | Mamme e figlie           | 19 novembre 2017 | 17 dicembre 2017 |
| 8  | Not Appropriate For Miners | Non adatto ai minatori   | 3 dicembre 2017  | 14 gennaio 2018  |
| 9  | Karl                       | Karl                     | 7 gennaio 2018   | 21 gennaio 2018  |
| 10 | Paint Misbehavin           | Ritratto maleducato      | 14 gennaio 2018  | 28 gennaio 2018  |
| 11 | Hamilton/Berg              | Hamilton contro Berg     | 18 marzo 2018    | 15 aprile 2018   |
| 12 | Señor Clean                | Señor Clean              | 25 marzo 2018    | 22 aprile 2018   |
| 13 | Release the Hounds         | Liberate i cani!         | 1 aprile 2018    | 29 aprile 2018   |
| 14 | Special Delivery           | Consegna speciale        | 8 aprile 2018    | 6 maggio 2018    |
| 15 | Designated Survivors       | Sopravvissuto designato  | 15 aprile 2018   | 13 maggio 2018   |
| 16 | The Blob                   | La macchia               | 22 aprile 2018   | 20 maggio 2018   |
| 17 | Barbara Ann                | Barbara Ann              | 29 aprile 2018   | 27 maggio 2018   |
| 18 | Cancun, Baby!              | Cancun, Baby!            | 6 maggio 2018    | 3 giugno 2018    |